# Botola 1 2005-2006
La Botola 1 2005-2006 è stata la 50ª edizione della Botola 1, la prima divisione del campionato marocchino di calcio. È stato disputato dal settembre 2005 al giugno 2006 con la formula del doppio girone all'italiana tra 16 squadre, e si è concluso con la vittoria del Wydad Casablanca, al suo 11º titolo.